# Port lotniczy Moundou
Port lotniczy Moundou – międzynarodowy port lotniczy położony w Moundou. Jest czwartym co do wielkości portem lotniczym w Czadzie.